# Сойчин-Борови
Сойчин-Борови (пол. Sojczyn Borowy) — село в Польщі, у гміні Граєво Ґраєвського повіту Підляського воєводства.
Населення — 256 осіб (2011).
У 1975-1998 роках село належало до Ломжинського воєводства.

## Демографія
Демографічна структура станом на 31 березня 2011 року:
|          | Загалом | Допрацездатний вік | Працездатний вік | Постпрацездатний вік |
| -------- | ------- | ------------------ | ---------------- | -------------------- |
| Чоловіки | 136     | 38                 | 84               | 14                   |
| Жінки    | 120     | 22                 | 64               | 34                   |
| Разом    | 256     | 60                 | 148              | 48                   |